# Last Girl on Earth Tour
Last Girl On Earth Tour is de derde wereldtournee van de r&b-zangeres Rihanna.

## Achtergrond
In een interview met Entertaintment Tonight maakte Rihanna de titel van de tour bekend. De choreografie kwam voor rekening van Tina Landon.
Als voorbereiding op de tour nam Rihanna drumlessen bij Travis Barker. Deze drumlessen kwamen van pas bij het nummer The Glamorous Life, een cover van de hit van Sheila E.
De Tour werd op poten gezet onder leiding van Jamie King, die in het verleden ook met onder anderen Madonna en Britney Spears werkte. De regisseur van "The Last Girl On Earth Tour" was Simon Henwood. Deze was ook al de producent van Rihanna's album Rated R..

## Blessure
Op 19 april 2010 meldden de Zwitserse media dat Rihanna in Zürich na haar optreden naar het ziekenhuis werd gebracht. Rihanna's woordvoerder zei dat Rihanna een gekneusde rib had. Rihanna zette haar tournee voort en bracht een de volgende show in Lyon.

## Australische Deel
Op 25 februari 2011 begon Rihanna aan het laatste deel van de tournee in Australië. Voor dit gedeelte van de tournee werden er enkele wijzigingen doorgevoerd, waaronder de setlist. Ook werden er een aantal nummers van haar album Loud toegevoegd. Zoals S&M, Only Girl (In the World), What's My Name? en Love the Way You Lie. Het podium bleef grotendeels hetzelfde, op een klein bewegend platform na waar de diameter enigszins van was aangepast. Als openingsnummer gebruikte Rihanna nog altijd Mad House maar de volgende song werd Only Girl (In the World) in plaats van Russian Roulette.

## Opname
Een van de twee concerten in SECC Arena te Glasgow in Schotland werden opgenomen en werden door verschillende Europese radiostations uitgezonden op 26 mei.
Het concert op 5 juni tijdens Rock in Rio werd opgenomen en ook uitgezonden op de Spaanse televisiezender TVE. 
Er werd nog geen dvd van de tour aangekondigd.

## Opening Acts

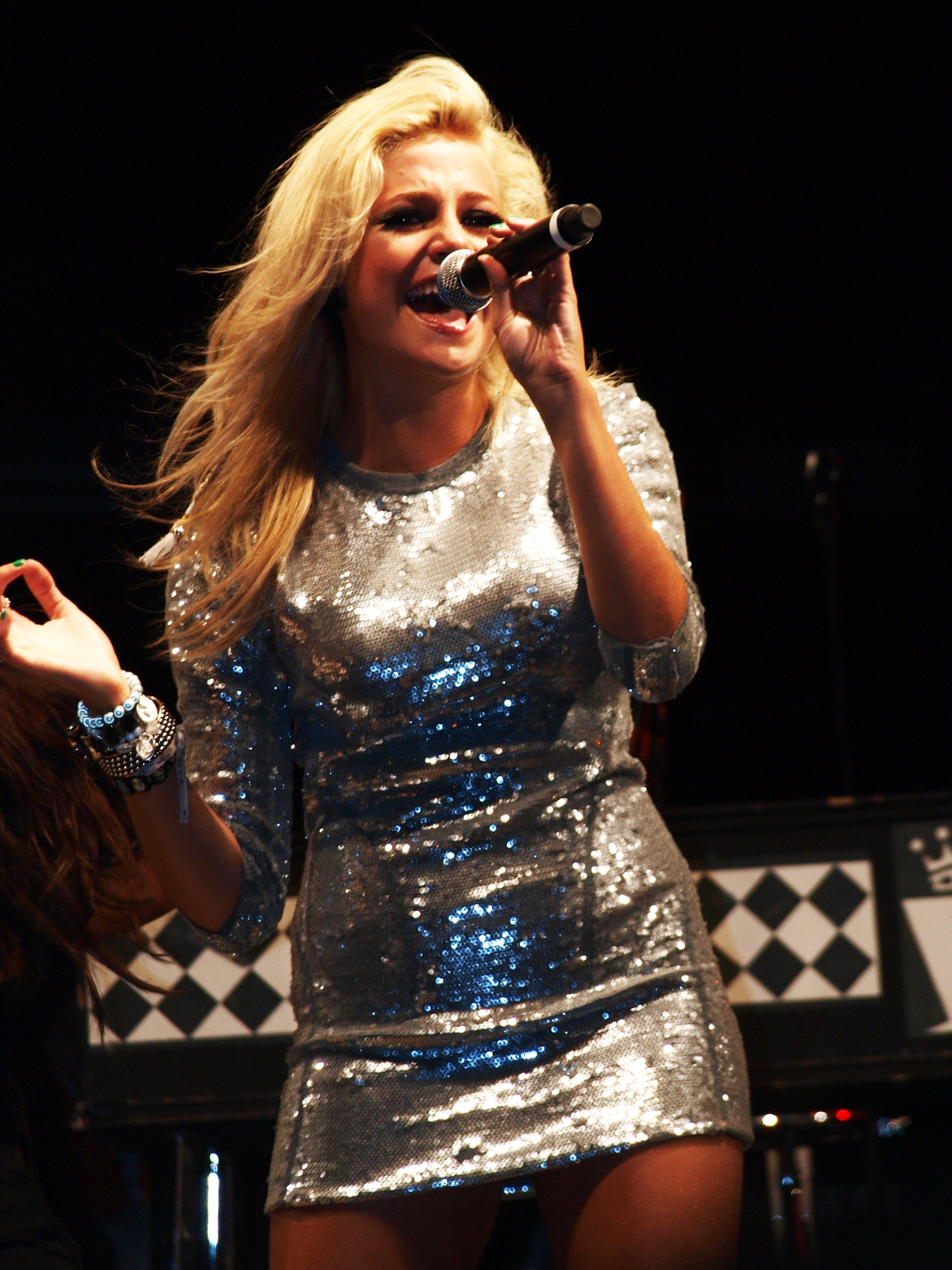
Pixie Lott

1. DJ Daddy K (Antwerpen)
2. Vitaa (Frankrijk)
3. Pixie Lott (Verenigd Koninkrijk)
4. Tinchy Stryder (Londen)
5. Tinie Tempah (Verenigd Koninkrijk)
6. Houston Project (Israël)
7. Vegas (Griekenland)
8. Kesha (Noord-Amerika)
9. Travie McCoy (Verenigde Staten)
10. DJ Ross Rosco (Syracuse)
11. J Brasil (Syracuse)
12. Calvin Harris (Australië)
13. Far East Movement (Australië)
14. Alexis Jordan (Australië)

## Setlist
Europa/Azië
1. "Mad House" (video introductie)
2. "Russian Roulette"
3. "Hard"
4. "Shut Up and Drive"
5. "Fire Bomb"
6. "Disturbia"
7. (Video intermezzo)
8. "Rockstar 101"
9. "Rude Boy"
10. "Wonderwall"
11. "Hate That I Love You"
12. "Rehab"
13. (Video intermezzo)
14. "Unfaithful"
15. "Stupid in Love"
16. "Te Amo"
17. (Video intermezzo)
18. "Don't Stop the Music"
19. "Breakin' Dishes"
20. "The Glamorous Life"
21. "Let Me"
22. "SOS"
23. "Take a Bow"

Toegift
1. (Video intermezzo)
2. Medley: "Wait Your Turn" / "Live Your Life" / "Run This Town"
3. "Umbrella"

Verenigde Staten/Canada
1. "Mad House" (video introductie)
2. "Russian Roulette"
3. "Hard"
4. "Shut Up and Drive"
5. "Fire Bomb"
6. "Disturbia"
7. (Video intermezzo)
8. "Rockstar 101"
9. "Rude Boy"
10. Medley: "Love the Way You Lie" / "Airplanes" / "Hate That I Love You"
11. "Rehab"
12. (Video intermezzo)
13. "Unfaithful"
14. "Stupid in Love"
15. "Te Amo"
16. (Video intermezzo)
17. "Don't Stop the Music"
18. "Breakin' Dishes"
19. "The Glamorous Life"
20. "Let Me"
21. "SOS"
22. "Take a Bow"

Toegift
1. (Video intermezzo)
2. Medley: "Wait Your Turn" / "Live Your Life" / "Run This Town"
3. "Umbrella"

Australië
1. "Mad House" (video introductie)
2. "Only Girl (In the World)"
3. "Hard"
4. "Shut Up and Drive"
5. "Fire Bomb"
6. "Disturbia"
7. (Video intermezzo)
8. "Rockstar 101"
9. "S&M"
10. "Rude Boy"
11. "Hate That I Love You"
12. "Love the Way You Lie (Part II)"
13. "Unfaithful"
14. "Te Amo"
15. "What's My Name?
16. "Pon De Replay"
17. (Video intermezzo)
18. "Don't Stop the Music"
19. "Breakin' Dishes"
20. "Let Me"
21. "SOS"
22. "Take a Bow"

Toegift
1. (Video intermezzo)
2. Medley: "Wait Your Turn" / "Live Your Life" / "Run This Town"
3. "Umbrella"

## Data

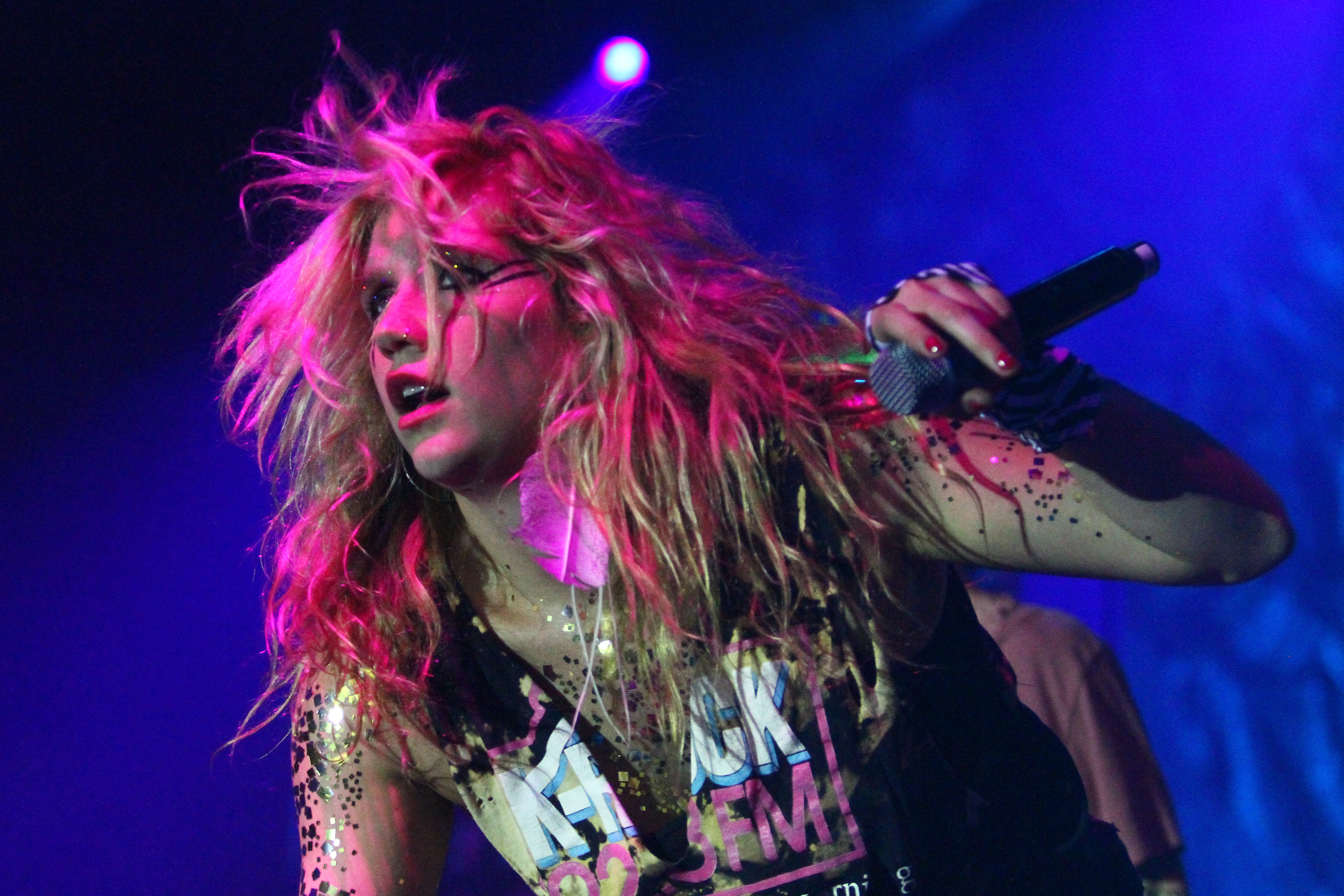
Kesha was de openingact voor de Noord-Amerikaanse Shows

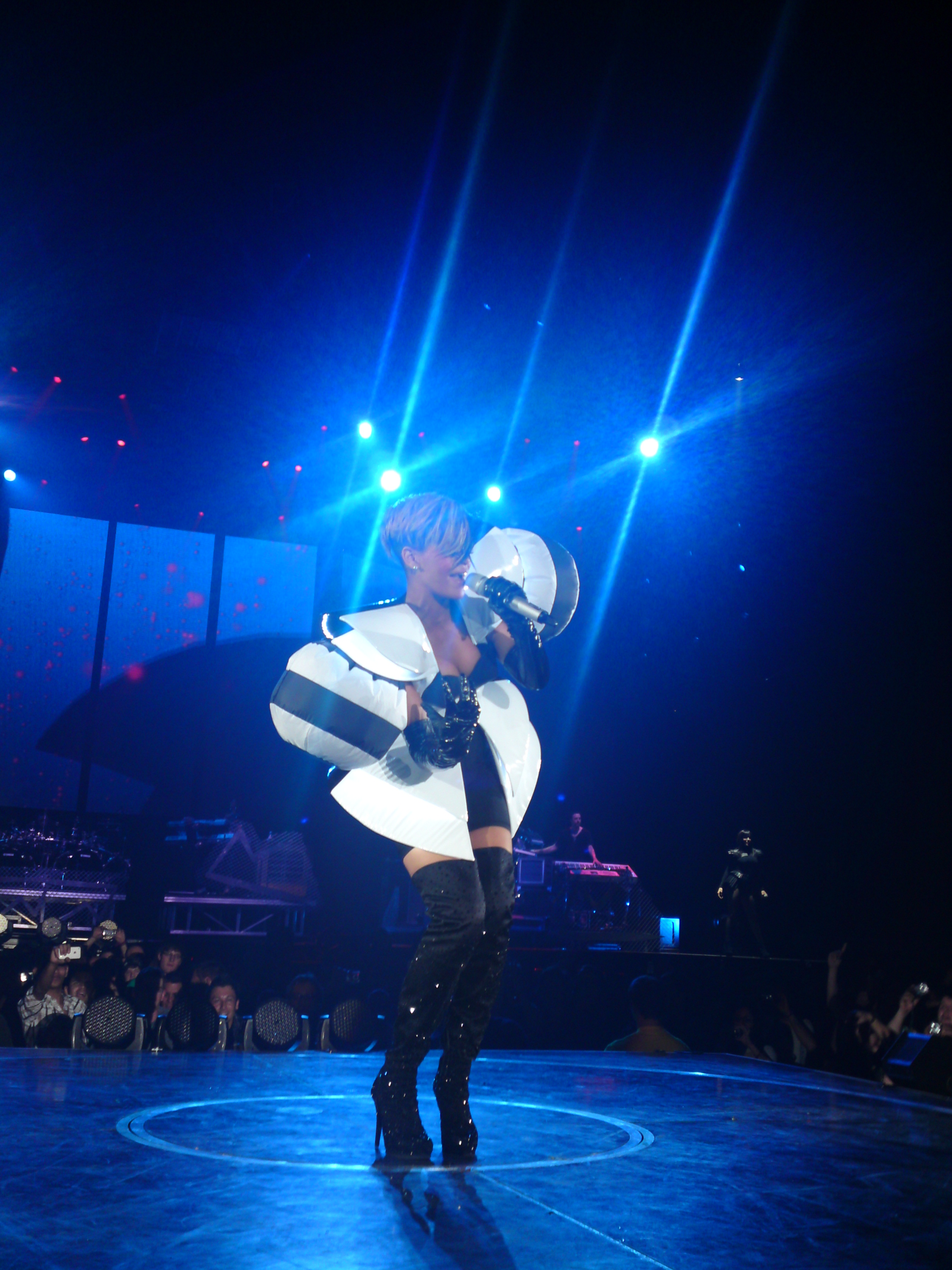
Rihanna tijdens Last Girl on Earth Tour

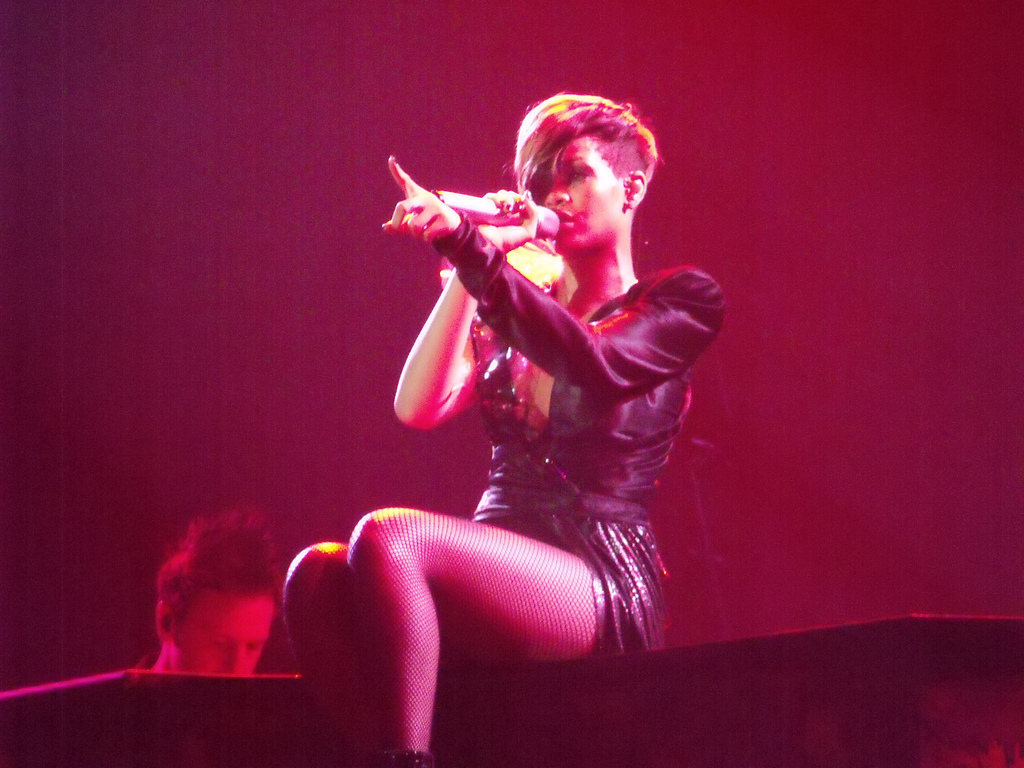
Rihanna tijdens Last Girl on Earth Tour

| Datum            | Stad              | Land             | Locatie                                     |
| ---------------- | ----------------- | ---------------- | ------------------------------------------- |
| Europa           |                   |                  |                                             |
| 16 april 2010    | Antwerpen         | België           | Sportpaleis                                 |
| 17 april 2010    | Arnhem            | Nederland        | GelreDome XS                                |
| 19 april 2010    | Zürich            | Zwitserland      | Hallenstadion                               |
| 20 april 2010    | Lyon              | Frankrijk        | Halle Tony Garnier                          |
| 21 april 2010    | Marseille         | Frankrijk        | Le Dôme de Marseille                        |
| 23 april 2010    | Frankfurt         | Duitsland        | Festhalle Frankfurt                         |
| 25 april 2010    | Oberhausen        | Duitsland        | König Pilsener Arena                        |
| 27 april 2010    | Genève            | Zwitserland      | SEG Geneva Arena                            |
| 28 april 2010    | Parijs            | Frankrijk        | Palais Omnisports de Paris-Bercy            |
| 1 mei 2010       | Hamburg           | Duitsland        | O2 World Hamburg                            |
| 2 mei 2010       | Berlijn           | Duitsland        | O2 World Berlin                             |
| 4 mei 2010       | Esch-sur-Alzette  | Luxemburg        | Rockhal                                     |
| 7 mei 2010       | Birmingham        | Engeland         | LG Arena                                    |
| 8 mei 2010       | Liverpool         | Engeland         | Echo Arena Liverpool                        |
| 10 mei 2010      | Londen            | Engeland         | The O2 Arena                                |
| 11 mei 2010      | Londen            | Engeland         | The O2 Arena                                |
| 13 mei 2010      | Sheffield         | Engeland         | Sheffield Arena                             |
| 14 mei 2010      | Nottingham        | Engeland         | Trent FM Arena Nottingham                   |
| 16 mei 2010      | Manchester        | Engeland         | Manchester Arena                            |
| 17 mei 2010      | Newcastle         | Engeland         | Metro Radio Arena                           |
| 19 mei 2010      | Glasgow           | Schotland        | Scottish Exhibition and Conference Centre   |
| 20 mei 2010      | Glasgow           | Schotland        | Scottish Exhibition and Conference Centre   |
| 22 mei 2010      | Dublin            | Ierland          | The O2                                      |
| 23 mei 2010      | Bangor            | Wales            | Vaynol Estate                               |
| 24 mei 2010      | Belfast           | Noord-Ierland    | Odyssey Arena                               |
| 26 mei 2010      | Dublin            | Ierland          | The O2                                      |
| 30 mei 2010      | Tel Aviv          | Israël           | Bloomfield Stadium                          |
| 1 juni 2010      | Athene            | Griekenland      | Karaiskakis Stadium                         |
| 3 juni 2010      | Istanboel         | Turkije          | Turkcell Kurucesme Arena                    |
| 5 juni 2010      | Madrid            | Spanje           | Rock In Rio                                 |
| 6 juni 2010      | Londen            | Engeland         | Wembley Stadium                             |
| Noord-Amerika    |                   |                  |                                             |
| 4 juli 2010      | Vancouver         | Canada           | General Motors Place                        |
| 5 juli 2010      | Penticton         | Canada           | South Okanagan Events Centre                |
| 6 juli 2010      | Calgary           | Canada           | Pengrowth Saddledome                        |
| 9 juli 2010      | Sacramento        | Verenigde Staten | ARCO Arena                                  |
| 10 juli 2010     | Mountain View     | Verenigde Staten | Shoreline Amphitheatre                      |
| 14 juli 2010     | Albuquerque       | Verenigde Staten | The Pavilion                                |
| 17 juli 2010     | Las Vegas, Nevada | Verenigde Staten | Mandalay Bay Events Center                  |
| 18 juli 2010     | Anaheim           | Verenigde Staten | Honda Center                                |
| 21 juli 2010     | Los Angeles       | Verenigde Staten | Staples Center                              |
| 22 juli 2010     | Tucson            | Verenigde Staten | AVA Amphitheater                            |
| 24 juli 2010     | Laredo            | Verenigde Staten | Laredo Energy Arena                         |
| 25 juli 2010     | San Antonio       | Verenigde Staten | AT&T Center                                 |
| 30 juli 2010     | Tampa             | Verenigde Staten | 1-800-ASK-GARY Amphitheatre                 |
| 31 juli 2010     | Miami             | Verenigde Staten | American Airlines Arena                     |
| 5 augustus 2010  | Toronto           | Canada           | Molson Amphitheatre                         |
| 7 augustus 2010  | Montreal          | Canada           | Bell Centre                                 |
| 8 augustus 2010  | Mansfield         | United States    | Comcast Center                              |
| 11 augustus 2010 | Uncasville        | United States    | Mohegan Sun Arena                           |
| 12 augustus 2010 | New York          | United States    | Madison Square Garden                       |
| 14 augustus 2010 | Atlantic City     | United States    | Borgata Events Center                       |
| 15 augustus 2010 | Wantagh           | United States    | Nikon at Jones Beach Theater                |
| 18 augustus 2010 | Camden            | United States    | Susquehanna Bank Center                     |
| 20 augustus 2010 | Bristow           | United States    | Jiffy Lube Live                             |
| 21 augustus 2010 | Hershey           | United States    | Hersheypark Stadium                         |
| 22 augustus 2010 | Clarkston         | United States    | DTE Energy Music Theatre                    |
| 25 augustus 2010 | Chicago           | United States    | United Center                               |
| 28 augustus 2010 | Syracuse          | United States    | Mohegan Sun Grandstand                      |
| Australië        |                   |                  |                                             |
| 25 februari 2011 | Brisbane          | Australië        | Brisbane Entertainment Centre               |
| 26 februari 2011 | Gold Coast        | Australië        | Gold Coast Convention and Exhibition Centre |
| 28 februari 2011 | Newcastle         | Australië        | Newcastle Entertainment Centre              |
| 4 maart 2011     | Sydney            | Australië        | Acer Arena                                  |
| 5 maart 2011     | Sydney            | Australië        | Acer Arena                                  |
| 7 maart 2011     | Melbourne         | Australië        | Rod Laver Arena                             |
| 8 maart 2011     | Melbourne         | Australië        | Rod Laver Arena                             |
| 10 maart 2011    | Adelaide          | Australië        | Adelaide Entertainment Centre               |
| 12 maart 2011    | Perth             | Australië        | Burswood Dome                               |

## Personeel
Management
Rebel One, LLC:
- Marc Jordan
- Christa Shaub
- Ian McEvily
- Mecia Hollar
- Zsuzsa Cook
- Ali DiEmidio
- Gina Pappera-Ewing

Creatieve Directie
- Jamie King (Show Direction/Staging)
- Rihanna (Show Direction/Staging/Creative Director)
- Carla Kama ( Assistant to Show Direction)
- Simon Henwood (Creative Director)
- Tee Lapan, Fannie Schiavoni (Assistant to Creative Director)
- Tina Landon (Choreographer)
- Jason Myhre (Assistant to Choreographer)
- Tanisha Scott (Choreographer)
- DonDraico Johnson, Jose Ramos (Assistant to Choreographer)
- Dreya Weber (Aerial Choreographer)
- Alfred Kendrick (Capoeira Consultant)
- Gemma Nguyen (Martial Art Consultant)

Dansers
- Chase Benz (Dance Captain)
- Reina Hidalgo (Aerial Captain)
- Whyley Yoschimura (Swing Dancer)
- Tracy Shibata
- Bryan Tanaka
- Khasan Brailsford
- Oren Michaeli

Stylisten en assistenten
- Mariel Haenn (Stylist)
- Robert Zangardi (Stylist)
- Ursula Stephen (Hair)
- Karin Darnell and Maylah Morales (Makeup)
- Jennifer Rosales (Rihanna's Personal Assistant)

Band
- Tony Bruno (Music Director)
- Eric Smith (Band Leader/Bass)
- Nuno Bettencourt (Lead Guitar)
- Adam Ross (Guitar)
- Chris Johnson (Drums)
- Kevin Hastings (Lead Keyboards)
- Hannah Vasanth (Keyboards)

Achtergrondvocalen
- Ashleigh Haney
- Kim Ince

Productie Crew
- Chris Lamb (Production tour Director)
- Vicki Huxel (Production Assistant)
- TJ Thompson (Stage Manager)
- Thomas Reitz (Tour Manager)
- Jean Paul Firmin (Road Manager)
- Mark Aurelio (Accountant)
- Ted Schroeder (Head Carpenter & Hydraulics)
- Patrick Harbin (Carpenter/Hydraulics)
- Joe Bodner, Jason De Leu, Bobby Marshall, Aaron Broderick (Carpenter)
- Jorge Guadalupe (Show Call Manager/Carpenter)
- Chris Achzet (Drum Tech)
- Tommy Simpson, David Barrera (Guitar Tech)
- Dan Roe (Keyboard Tech)
- Ian Tucker (Lighting Crew Chief)
- Jesse Blevins (Lighting Director)
- Chris Sabelleck, Todd Erickson, Kris Lundberg, Todd Erickson (Lighting Tech)

Catering
- Fancky Boullet
- Charles Amos
- Kelvyn Mackenzie
- Marcus Jones
- Scott Findlay
- Renette Cronje